# Reitze Jonkman
Dr. Reitze Johannes Jonkman (Nieuweschoot, 1957) is frisist en taalsocioloog. Hij publiceerde over de ontstaansgeschiedenis van het Leeuwarder dialect, taalverhoudingen in Friesland, standaardtaal en non-convergent discourse.